# Ming Shilu

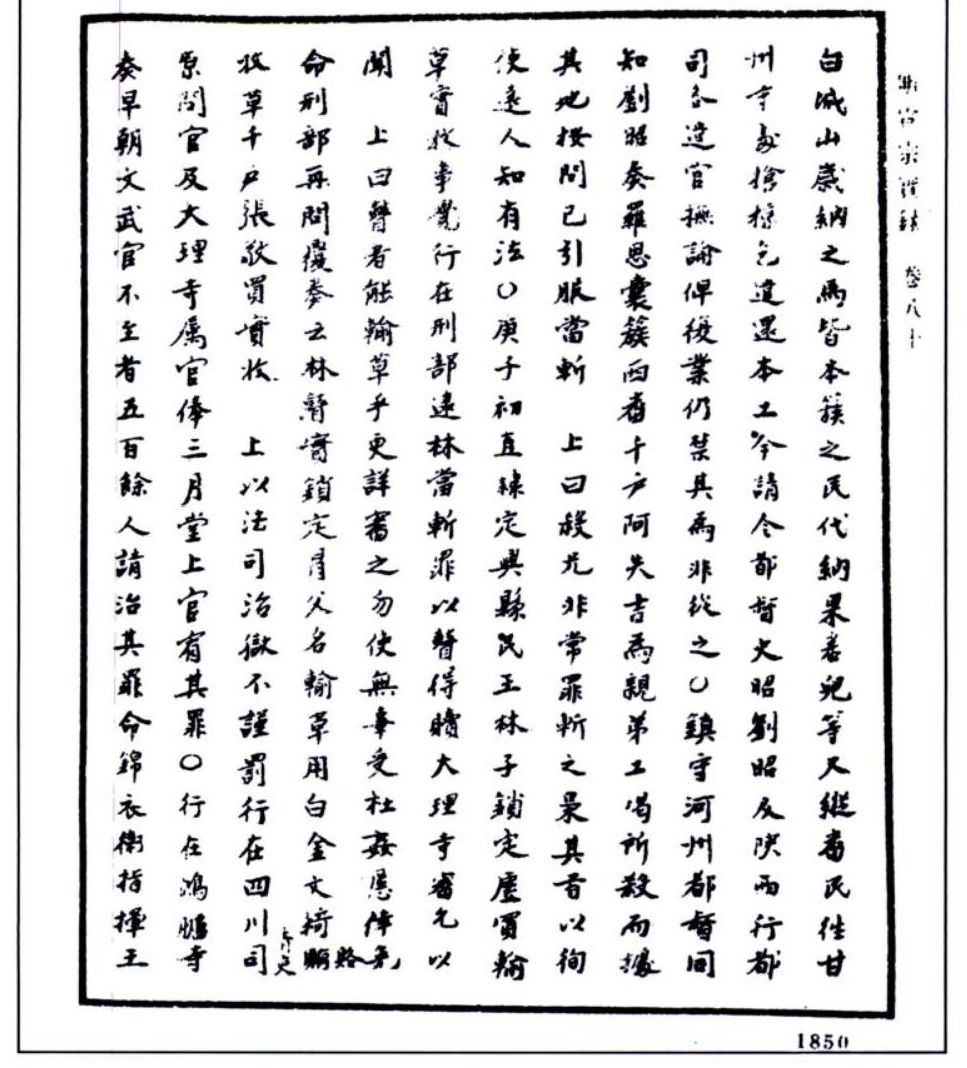
Fragment kroniki Ming Shilu

Ming Shilu (chiń. upr. 明实录; chiń. trad. 明實錄; pinyin Míng Shílù) − kroniki cesarskie Dynastii Ming panującej w Chinach w latach 1368-1644, główne źródło historyczne tego okresu.
Rozdział (shilu) opisujący panowanie kolejnego cesarza był sporządzany po jego śmierci przez Urząd Historyczny Wielkiego Sekretariatu na podstawie źródeł:
- „Dzienniki Aktywności i Spokoju” (起居注 qǐ jū zhù) − zawierające codzienne zapisy czynności i wypowiedzi cesarza na dworze.
- „Dzienniki” (日曆 rì lì) − codzienne zapisy kompilowane przez specjalny komitet na podstawie wpływających raportów, meldunków i innych źródeł pisanych.
- Oficjalne dokumenty państwowe, kroniki prowincji i inne źródła.